# Campionati italiani juniores di atletica leggera 2014
I LVII Campionati italiani juniores di atletica leggera 2014 si sono svolti dal 6 all'8 giugno a Torino, in Piemonte.
La fase di cross è stata disputata l'8 e 9 marzo 2014 a Nove alla Festa del Cross 2014, ed ha visto vincitori Alice Rita Cocco e Mattia Padovani.
I Campionati italiani individuali di prove multiple juniores sono stati organizzati a Lana (BZ) il 31 maggio e il 1º giugno dello stesso anno.

## Minimi di qualificazione
| Specialità                      | Uomini                                                               | Donne                                                                  |
| ------------------------------- | -------------------------------------------------------------------- | ---------------------------------------------------------------------- |
| 100 metri piani                 | 11"09                                                                | 12"60                                                                  |
| 200 metri piani                 | 22"40                                                                | 25"94                                                                  |
| 400 metri piani                 | 49"94                                                                | 59"50                                                                  |
| 800 metri piani                 | 1'56"50                                                              | 2'23"00                                                                |
| 1500 metri piani                | 4'02"00                                                              | 4'55"00                                                                |
| 3000 metri piani                | -                                                                    | -                                                                      |
| 5000 metri piani                | 15'35"00; 8'50"00 (3000m); 9'30"00 (3000st); 33'20"00 (10.000m/10km) | 19'25"00; 11'00"00 (3000m); 39'30"00 (10000m/10km); 12'15"00 (3000st)  |
| 10000 metri piani               | –                                                                    | –                                                                      |
| 100 metri ostacoli              | –                                                                    | 15"94                                                                  |
| 110 metri ostacoli (1,00/1,06m) | 15"84/16"24                                                          | –                                                                      |
| 400 metri ostacoli              | 57"40                                                                | 1'08"14                                                                |
| 3000 metri siepi                | 9'58"00                                                              | 12'45"00                                                               |
| Salto in alto                   | 1,92 m                                                               | 1,60 m                                                                 |
| Salto con l'asta                | 4,00 m                                                               | 3,00 m                                                                 |
| Salto in lungo                  | 6,70 m                                                               | 5,35 m                                                                 |
| Salto triplo                    | 13,65 m                                                              | 11,25 m                                                                |
| Getto del peso                  | 12,80 m (6 kg); 11,90 m (7,260 kg)                                   | 10,00 m                                                                |
| Lancio del disco                | 39,70 m (1,75 kg); 37,00 m (2,00 kg)                                 | 30,50 m                                                                |
| Lancio del martello             | 44,00 m (6 kg);39,50 m (7,260 kg)                                    | 38,50 m                                                                |
| Lancio del giavellotto          | 49,50 m                                                              | 33,50 m                                                                |
| Decathlon                       | 4 800 p.; 4 000 p. (Eptathlon indoor)                                | –                                                                      |
| Eptathlon                       | –                                                                    | 3 500 p.; 2 800 p. (Pentathlon indoor)                                 |
| Marcia 10000 m                  | 52'00"00 (Pista-strada); 25'00"00 (5 km/5000 m); 1h53'00" (20 km)    | 59'00"00 (Pista-strada);28'40"00(5000 m); - (3000 m); 2h00'00" (20 km) |
| Staffetta 4×100 metri           | senza minimo                                                         | senza minimo                                                           |
| Staffetta 4x400 metri           | senza minimo                                                         | senza minimo                                                           |

Minimi di qualificazione per la corsa campestre
Criteri di partecipazione non sono noti.

## Risultati

### Corsa Campestre, 8-9 marzo a Nove

#### Individuale
| Specialità | Oro                                         | Prestazione | Argento                             | Prestazione | Bronzo                                         | Prestazione |
| Cross 6 km | Alice Rita Cocco C.U.S. SASSARI             | 22'22"      | Anna Stefani ASV Sterzing Volksbank | 22'39"      | Linda Benigni Centro Atletica Piombino         | 22'43"      |
| Juniores   |                                             |             |                                     |             |                                                |             |
| Cross 8 km | Mattia Padovani Atl. Lecco-Colombo Costruz. | 26'23"      | Omar Guerniche C.S. S. Rocchino     | 26'29"      | Alessandro Giacobazzi A.S. La Fratellanza 1874 | 26'32"      |

#### Squadre
| Specialità        | Oro                      | Punti | Argento               | Punti | Bronzo                   | Punti |
| Classifica Donne  | ASV Sterzing Volksbank   | 12 p. | Atletica Brescia 1950 | 22 p. | RFC Roma Sud             | 41 p. |
| Juniores          |                          |       |                       |       |                          |       |
| Classifica Uomini | A.S. La Fratellanza 1874 | 17 p. | Atletica Piemonte ASD | 39 p. | Atletica Riccardi Milano | 40 p. |

### Uomini
| Specialità                                                                              | Oro                                                                                   | Prestazione        | Punti | Argento                                                                                         | Prestazione        | Punti | Bronzo                                                                                            | Prestazione        | Punti |
| Corse                                                                                   |                                                                                       |                    |       |                                                                                                 |                    |       |                                                                                                   |                    |       |
| 100 m                                                                                   | Luca Antonio Cassano Atletica Firenze Marathon S.S.                                   | 10"47 (-0,1 m/s)   | 12.0  | Simone Pettenati Modena Atletica                                                                | 10"53              | 11.0  | Roberto Rigali Atletica Vallecamonica                                                             | 10"63              | 10.0  |
| 200 m                                                                                   | Jacopo Spanò Atletica Sandro Calvesi                                                  | 21"37 (+0,3 m/s)   | 12.0  | Simone Pettenati Modena Atletica                                                                | 21"43              | 11.0  | Marco Gianantoni S.E.F. Virtus Emilsider BO                                                       | 21"89              | 10.0  |
| 400 m                                                                                   | Francesco Conti Atletica Imola Sacmi AVIS                                             | 48"17              | 12.0  | Leonardo Vanzo Atl. Insieme New Foods VR                                                        | 48"34              | 11.0  | Simone Serafini RCF Roma Sud                                                                      | 48"45              | 10.0  |
| 800 m                                                                                   | Enrico Riccobon Athletic Club Firex Belluno                                           | 1'51"48            | 12.0  | Lorenzo Pilati Atletica Valli di Non e Sole                                                     | 1'52"34            | 11.0  | Guido Lodetti Atl. Bergamo 1959 Creberg                                                           | 1'52"73            | 10.0  |
| 1500 m                                                                                  | Yemaneberhan Crippa G.S. Valsugana Trentino                                           | 3'53"39            | 12.0  | Enrico Riccobon Athletic Club Firex Belluno                                                     | 3'53"41            | 11.0  | Mattia Padovani Atl. Lecco-Colombo Costruz.                                                       | 3'54"31            | 10.0  |
| 3000 m                                                                                  | -                                                                                     | -                  | -     | -                                                                                               | -                  | -     | -                                                                                                 | -                  | -     |
| 5000 m                                                                                  | Iliass Aouani Atletica Riccardi Milano Morocco Equiparato                             | 14'48"05           | 12.0  | Nadir Cavagna Atletica Valle Brembana                                                           | 14'54"04           | 11.0  | Omar Guerniche C.S. S.Rocchino                                                                    | 14'54"91           | 10.0  |
| Marcia 10 000 m                                                                         | Andrea Agrusti I Guerrieri del Pavone                                                 | 44'27"78 >         | 12.0  | Gregorio Angelini Alteratletica Locorotondo                                                     | 44'34"02           | 11.0  | Stefano Mansutti A.S.D. Intesatletica                                                             | 45'13"95 >         | 10.0  |
| Corse a ostacoli                                                                        |                                                                                       |                    |       |                                                                                                 |                    |       |                                                                                                   |                    |       |
| 110 m hs                                                                                | Luca De Maestri Atletica Monza                                                        | 13"89 (-0,2 m/s)   | 12.0  | Simone Poccia Atl. Studentesca CA.RI.RI.                                                        | 14"30              | 11.0  | Pier Francesco Battistini Edera Atletica Forlì                                                    | 14"32              | 10.0  |
| 400 m hs                                                                                | Luca Cacopardo Atletica Riccardi Milano                                               | 51"29              | 12.0  | Francesco Proietti Atl. Studentesca CA.RI.RI.                                                   | 52"23              | 11.0  | Andrea Bacci Atletica Livorno                                                                     | 52"73              | 10.0  |
| 3000 m siepi (H 91)                                                                     | Umberto Contran Montepaschi UISP Atletica Siena                                       | 9'12"84            | 12.0  | Said Ettaqy Atl. Virtus CR Lucca                                                                | 9'13"48            | 11.0  | Simone Colombini A.S. La Fratellanza 1874                                                         | 9'17"00            | 10.0  |
| Staffette                                                                               |                                                                                       |                    |       |                                                                                                 |                    |       |                                                                                                   |                    |       |
| Staffetta 4×100 m                                                                       | ACSI Campidoglio Palatino Nicolò Romano Fabio Tardito Francesco Rossi Thomas Manfredi | 42"19              | 12.0  | Fiamme Gialle G. Simoni William Pelissier Gabriele Gargano Valerio Cipriani Alessandro Ramadori | 42"50              | 11.0  | ASD CSU Ideatletica Aurora F Alessio Apicella Jacopo Elia Pietro Barone Fiorenzo Parascandolo     | 42"54              | 10.0  |
| Staffetta 4×400 m                                                                       | C.U.S. TORINO Matteo Magnone Marco Gadaleta Enrico Parigi Davide Re                   | 3'14"85            | 12.0  | Pro Sesto Atletica Mattia Tagliapietra Davide Comerci Matteo Viscardi Mattia Cella              | 3'17"82            | 11.0  | A.S.D. Enterprise Sport & Service Gaetano Di Franco Claudio Nacca Giovanni Milazzo Lorenzo Veroli | 3'18"19            | 10.0  |
| Salti                                                                                   |                                                                                       |                    |       |                                                                                                 |                    |       |                                                                                                   |                    |       |
| Salto in alto                                                                           | Yevgeniy Terentyev ASD CSU Ideatletica Aurora F Ukraine Equiparato                    | 2,09 m             | 12.0  | Federico Ayres Da Motta Assindustria Sport Padova                                               | 2,09 m             | 11.0  | Michele Longhi Atl. Lecco-Colombo Costruz.                                                        | 2,09 m             | 10.0  |
| Salto con l'asta                                                                        | Davide Girardi O.S.A. Saronno Lib.                                                    | 4,70 m             | 12.0  | Federico Biancoli Atletica Riccardi Milano                                                      | 4,70 m             | 11.0  | Marco Procoli Atl. Studentesca CA.RI.RI.                                                          | 4,50 m             | 10.0  |
| Salto in lungo                                                                          | Harold Andrelly Barruecos Millet Atl. Vicentina                                       | 7,61 m (0,0 m/s)   | 12.0  | Filippo Randazzo A.S.D. Pro Sport '85 Valguarnera                                               | 7,60 m (+1,0 m/s)  | 11.0  | Angelo Giuseppe Marvulli Polisportiva Rocco Scotellaro Matera                                     | 7,49 m (+0,6 m/s)  | 10.0  |
| Salto triplo                                                                            | Lorenzo Dallavalle Atl. Piacenza                                                      | 15,92 m (+0,3 m/s) | 12.0  | Simone Forte ACSI Campidoglio Palatino                                                          | 15,44 m (-0,1 m/s) | 11.0  | Samuele Cerro A.S.D. Atletica Studentesca Pontecorvo                                              | 15,31 m (+1,9 m/s) | 10.0  |
| Lanci                                                                                   |                                                                                       |                    |       |                                                                                                 |                    |       |                                                                                                   |                    |       |
| Getto del peso                                                                          | Sebastiano Bianchetti Atl. Studentesca CA.RI.RI.                                      | 18,51 m            | 12.0  | Paolo Vailati Nuova Atletica Fanfulla Lodigiana                                                 | 17,11 m            | 11.0  | Davide Zocchi ACSI Campidoglio Palatino                                                           | 17,06 m            | 10.0  |
| Lancio del disco                                                                        | Giulio Anesa G. Alpinistico Vertovese                                                 | 52,86 m            | 12.0  | Sebastiano Bianchetti Atl. Studentesca CA.RI.RI.                                                | 52,28 m            | 11.0  | Leonardo Modesti Atletica Gorizia                                                                 | 50,46 m            | 10.0  |
| Lancio del martello                                                                     | Marco Cozzoli Atl. Studentesca CA.RI.RI.                                              | 63,13 m            | 12.0  | Mirko Franceschetti A.S.D. Intesatletica                                                        | 61,83 m            | 11.0  | Eric Fantazzini Atletica Livorno                                                                  | 60,10 m            | 10.0  |
| Lancio del giavellotto                                                                  | Massimo Ros Atletica Brugnera Friulintagli                                            | 61,36 m            | 12.0  | Diego Ottaviani Atletica Cento Torri Pavia                                                      | 59,06 m            | 11.0  | Matteo Masetti Pro Patria A.R.C. Busto Arsizio                                                    | 57,74 m            | 10.0  |
| record dei campionati; record nazionale; record personale; record personale stagionale. |                                                                                       |                    |       |                                                                                                 |                    |       |                                                                                                   |                    |       |

### Donne
| Specialità                                                                              | Oro | Prestazione        | Punti | Argento                                                                                           | Prestazione       | Punti | Bronzo                                                                                                  | Prestazione        | Punti |
| Corse                                                                                   | |                    |       |                                                                                                   |                   |       | |                    |       |
| 100 m                                                                                   | Johanelis Herrera Abreu Atl. Brescia 1950                                                                   | 11"71 (+0,7 m/s)   | 12.0  | Roberta Del Gatto Atletica AVIS Macerata                                                          | 11"96             | 11.0  | Chiara Torrisi A.S.D. CUS Palermo                                                                       | 12"05              | 10.0  |
| 200 m                                                                                   | Johanelis Herrera Abreu Atl. Brescia 1950                                                                   | 24"01 (-0,5 m/s)   | 12.0  | Annalisa Spadotto Scott Bracco Atletica                                                           | 24"61             | 11.0  | Elisabetta De Andreis A.S.D. ACSI Italia Atletica                                                       | 24"65              | 10.0  |
| 400 m                                                                                   | Ilenia Vitale Libertas Friul Palmanova                                                                      | 53"87              | 12.0  | Lucia Pasquale A.S. Olimpia Club Molfetta                                                         | 55"34             | 11.0  | Alessia Baldi A.S.D. ACSI Italia Atletica                                                               | 55"40              | 10.0  |
| 800 m                                                                                   | Irene Vian Atletica Silca Conegliano                                                                        | 2'10"44            | 12.0  | Lavinia Possenti Atl. Lecco-Colombo Costruz.                                                      | 2'12"04           | 11.0  | Saskia Battistoni Atletica Alto Garda e Ledro                                                           | 2'12"24            | 10.0  |
| 1500 m                                                                                  | Giulia Aprile Atletica Firenze Marathon S.S.                                                                | 4'33"22            | 12.0  | Lucia Mitidieri G.S. AVIS Lagonegro                                                               | 4'40"22           | 11.0  | Silvia Oggioni Atletica GS Miotti Arcisate                                                              | 4'40"79            | 10.0  |
| 3000 m                                                                                  | - | -                  | -     | -                                                                                                 | -                 | -     | |                    |       |
| 5000 m                                                                                  | Anna Stefani ASV Sterzing Volksbank                                                                         | 16'52"66           | 12.0  | Federica Sugamiele A.S.D. CUS Palermo                                                             | 17'15"20          | 11.0  | Linda Benigni Centro Atletica Piombino                                                                  | 17'23"14           | 10.0  |
| Marcia 10 000 m                                                                         | Eleonora Dominici A.S.D. ACSI Italia Atletica                                                               | 49'27"02 >~        | 12.0  | Nicole Colombi Atl. Brescia 1950                                                                  | 49'54"19          | 11.0  | Diana Cacciotti A.S.D. ACSI Italia Atletica                                                             | 51'27"44           | -     |
| Corse a ostacoli                                                                        | |                    |       |                                                                                                   |                   |       | |                    |       |
| 100 m hs                                                                                | Rachel Malamo Atl. Studentesca CA.RI.RI                                                                     | 14"52 (-1,4 m/s)   | 12.0  | Virginia Morassutti Assindustria Sport Padova                                                     | 14"60             | 11.0  | Lucia Quaglieri Modena Atletica ASD                                                                     | 14"88              | 10.0  |
| 400 m hs                                                                                | Ayomide Folorunso CUS Parma                                                                                 | 59"15              | 12.0  | Caren Agreiter SSV Bruneck Brunico Volksbank                                                      | 1'00"37           | 11.0  | Valentina Cavalleri SSV Bruneck Brunico Volksbank                                                       | 1'00"48            | 10.0  |
| 3000 m siepi                                                                            | Christine Santi Mollificio Modenese Cittadella                                                              | 10'41"50           | 12.0  | Carolina Michielin Atletica Silca Conegliano                                                      | 10'59"61          | 11.0  | Camilla Matese Toscana Atletica Empoli Nissan                                                           | 11'03"79           | 10.0  |
| Staffette                                                                               | |                    |       |                                                                                                   |                   |       | |                    |       |
| Staffetta 4×100 m                                                                       | A.S.D. ACSI Italia Atletica Caterina Bagli Chiara Elaine Montavon Elisabetta De Andreis Giovanna De Andreis | 46"83              | 12.0  | Sisport Fiat Isabella Cutuli Stefania Ackon Helen Falda Irene Stella                              | 47"89             | 11.0  | Pro Patria A.R.C. Busto Arsizio Serena Troiani Alexandra Troiani Virginia Troiani Camilla Colombo       | 48"07              | 10.0  |
| Staffetta 4×400 m                                                                       | Atl. Bergamo 1959 Creberg Beatrice Cisana Sabrina Maggioni Elisa Rossi Federica Putti                       | 3'45"87            | 12.0  | Pro Patria A.R.C. Busto Arsizio Camilla Colombo Virginia Troiani Serena Troiani Alexandra Troiani | 3'47"30           | 11.0  | A.S.D. ACSI Italia Atletica Vanessa Cipriani Chiara Elaine Montavon Elisabetta De Andreis Alessia Baldi | 3'47"60            | 10.0  |
| Salti                                                                                   | |                    |       |                                                                                                   |                   |       | |                    |       |
| Salto in alto                                                                           | Erika Furlani CUS Pisa Atletica Cascina                                                                     | 1,84 m             | 12.0  | Eleonora Omoregie Atletica Malignani Libertas UD                                                  | 1,76 m            | 11.0  | Anna Płodziszewska Atletica Lugo Poland Equiparata                                                      | 1,71 m             | 10.0  |
| Salto con l'asta                                                                        | Helen Falda Sisport Fiat                                                                                    | 3,70 m             | 12.0  | Jessica De Agostini Atl. Bergamo 1959 Creberg                                                     | 3,50 m            | 11.0  | Bianca Falcone Cus Pro Patria Milano                                                                    | 3,40 m             | 10.0  |
| Salto in lungo                                                                          | Jasmine Al Omari Atletica Firenze Marathon S.S.                                                             | 6,09 m (+1,2 m/s)  | 12.0  | Anastassia Angioi G.S. Forestale CUS Sassari                                                      | 5,84 m (+0,1 m/s) | 11.0  | Chiara Calgarini Atletica Lugo                                                                          | 5,71 m (+1,3 m/s)  | 10.0  |
| Salto triplo                                                                            | Ottavia Cestonaro G.S. Forestale Atl. Vicentina                                                             | 13,44 m (+0,5 m/s) | 12.0  | Benedetta Cuneo Atletica Firenze Marathon S.S.                                                    | 13,22 m (0,0 m/s) | 11.0  | Silvia La Tella Nuova Atletica Fanfulla Lodigiana                                                       | 12,44 m (+0,2 m/s) | 10.0  |
| Lanci                                                                                   | |                    |       |                                                                                                   |                   |       | |                    |       |
| Getto del peso                                                                          | Giada Gregoletto G.S Ermenegildo Zegna                                                                      | 13,03 m            | 12.0  | Virginia Braghieri Atl. Brescia 1950                                                              | 12,31 m           | 11.0  | Beatrice Gatto U.S. Quercia Trentingrana                                                                | 12,06 m            | 10.0  |
| Lancio del disco                                                                        | Maria Antonietta Basile ASD Enterprise Sport & Service                                                      | 47,61 m            | 12.0  | Giada Andreutti Atletica Malignani Libertas UD                                                    | 42,87 m           | 11.0  | Marika Santoferrara Atletica Gran Sasso SSD A R.L.                                                      | 41,59 m            | 10.0  |
| Lancio del martello                                                                     | Giulia Camporese CUS Padova                                                                                 | 57,09 m            | 12.0  | Nadia Maffo Atletica Malignani Libertas UD                                                        | 55,36 m           | 11.0  | Noa Ndimurwanko G.S. Valsugana Trentino                                                                 | 51,40 m            | 10.0  |
| Lancio del giavellotto                                                                  | Stefanie Messner A.S.D. SSV Brixen Leichtathletik                                                           | 49,51 m            | 12.0  | Chiara Bergia Atletica Valli di Non e Sole                                                        | 40,53 m           | 11.0  | Giulia Pedetti Fiamme Gialle G. Simoni                                                                  | 39,87 m            | 10.0  |
| record dei campionati; record nazionale; record personale; record personale stagionale. | |                    |       |                                                                                                   |                   |       | |                    |       |

#### Squadre
Le classifiche complessive delle squadre CdS Under 23 sono:
| Specialità        | Oro                            | Punti    | Argento                        | Punti    | Bronzo                   | Punti    |
| Classifica Uomini | Atletica Studentesca CA.RI.RI. | 176,5 p. | Atletica Riccardi Milano       | 102,0 p. | A.S. La Fratellanza 1874 | 93,0 p.  |
| Juniores          |                                |          |                                |          |                          |          |
| Classifica Donne  | A.S.D. ACSI Italia Atletica    | 168,5 p. | Atletica Studentesca CA.RI.RI. | 142,0 p. | Atletica Brescia 1950    | 140,5 p. |

### Prove multiple, 31 maggio-1º giugno a Lana
| Specialità                                                                              | Oro                             | Prestazione | Argento                              | Prestazione | Bronzo                                  | Prestazione |
| Decathlon (uomini)                                                                      | Simone Fassina Team-A Lombardia | 7 049 p.    | Andrea Carioti Atletica Piemonte ASD | 6 448 p.    | Valentino Arrigoni Nuova Atletica Astro | 6 170 p.    |
| Eptathlon (donne)                                                                       | Lucia Quaglieri Modena Atletica | 4 911 p.    | Federica Palumbo U.S. Sangiorgese    | 4 655 p.    | Chiara Calgarini Atletica Lugo          | 4 587 p.    |
| record dei campionati; record nazionale; record personale; record personale stagionale. |                                 |             |                                      |             |                                         |             |